# 2e régiment de dragons légers (Autriche)
Pour les articles homonymes, voir 2e régiment.
Le 2e régiment de dragons « prince héritier Ferdinand », est une unité de cavalerie de la monarchie de Habsbourg. Ce régiment est créé en 1685 et est dissous en 1801.

## Création et différentes dénominations
- 1685 : Régiment de cuirassiers « Truchseß von Wetzhausen (de) », colonel Johann Eytel Truchseß von Wetzhausen[1]
- 1687 : Régiment de cuirassiers « Noirquermes », colonel Johann Alexander Noirquermes[1]
- 1690 : Régiment de cuirassiers « Hohenzollern-Hechingen », colonel Frédéric-Guillaume de Hohenzollern-Hechingen[1]
- 1712 : Régiment de cuirassiers « Hohenzollern-Hechingen », colonel Frédéric-Louis de Hohenzollern-Hechingen[1]
- 1750 : Régiment de cuirassiers « archiduc Léopold »[2], colonel Pierre-Léopold de Habsbourg-Lorraine (futur empereur Léopold II)[1]
  - après 1765 : également appelé Régiment de cuirassiers « grand-duc de Toscane »[2]
- 1775 : Régiment de dragons « grand-duc de Toscane » ou « archiduc Léopold »[2]
- 1790 : Régiment de dragons « empereur Léopold II »[1]
- 1792 : Régiment de dragons « empereur François II », colonel empereur François II[2]
- 1798 : 2e régiment de dragons légers « prince héritier Ferdinand », colonel archiduc Ferdinand[1]
- 1801 : dissous[3]

## Uniforme
Au milieu du XVIIIe siècle, le régiment porte la veste blanche commune aux cuirassiers, couleur distinctive rouge, hauts-de-chausses rouges, gilets et boutons blancs. En 1765 les boutons deviennent jaunes. Le régiment conserve un uniforme semblable, de type cuirassiers, après sa conversion en dragons en 1775, avec un gilet blanc aux revers lacés de rouges.
À partir de 1798, le 2e régiment de dragons légers porte la veste vert sombre des dragons légers avec la couleur distinctive jaune impérial et des boutons blancs.